# Metapenaeopsis ceylonica
Metapenaeopsis ceylonica är en kräftdjursart som beskrevs av Yaroslav Igorevich Starobogatov 1972. Metapenaeopsis ceylonica ingår i släktet Metapenaeopsis och familjen Penaeidae. Inga underarter finns listade i Catalogue of Life.